# Abdulaziz Hussain
Abdulaziz Haikal (ur. 10 września 1990 w Abu Zabi) – piłkarz reprezentujący Zjednoczone Emiraty Arabskie grający na pozycji bocznego obrońcy w klubie Al-Ahli Dubaj Klub. Członek reprezentacji narodowej, olimpijczyk z Londynu. Brązowy medalista Pucharu Azji z 2015 roku.

## Kariera

### Klub
Zaczął grać w piłkę w 2008 roku w klubie Al-Shabab. W sezonie 2010/2011 przeszedł do sąsiedniego klubu, Al Ahli Dubaj Klub. Dotychczas rozegrał w nim 64 spotkania, strzelił 1 bramkę i 5 razy asystował. Zakontraktowany jest do czerwca 2020 roku.

### Reprezentacja
Powołany został do reprezentacji narodowej na łączną sumę 8 spotkań. Gra z numerem 9.
W 2015 roku wraz z reprezentacją narodową zdobył brązowy medal na Pucharze Azji w 2015 roku, pokonując w Iran 3:2.

### Igrzyska olimpijskie
Wziął udział w igrzyskach w Londynie. Ze swoją reprezentacją trafił do grupy A, gdzie zajęli ostatnie miejsce w tabeli, przegrywając z Wielką Brytanią i Urugwajem oraz remisując z Senegalem.

## Źródła
- Abdulaziz Hussain, [w:] baza Transfermarkt (zawodnicy) [dostęp 2020-11-26].
- http://www.espnfc.com/player/132878/abdulaziz-hussain
- https://web.archive.org/web/20121218203130/http://www.sports-reference.com/olympics/athletes/hu/abdulaziz-hussain-1.html